# Salomon Adriaan Maria Bottenheim
Salomon Adriaan Maria Bottenheim (Amsterdam, 15 januari 1880 – aldaar, 1 januari 1957) was een Nederlands musicoloog.
Hij werd als Samuel aangegeven binnen het gezin van Jacob Wolf Bottenheim en zijn eerste vrouw Ellen Wimpheimer, toen wonende in Sarphatistraat 50. In december 1945 liet Samuel Adriaan Maria toevoegen in het geboorteregister. In 1906 trouwde hij met Céline Marie Povel. Hij was officier in de Orde van Oranje-Nassau (1931), officier in de Kroonorde van België (1932), en ridder in het Legioen van Eer (1951). In 1950 ontving hij de zilveren medaille van het Concertgebouw, vanwege veertig jaar dienst aldaar. Het echtpaar ligt begraven op Begraafplaats Buitenveldert. Zoon mr. Joan Alphonse Julius Bottenheim was ook jurist.
Zijn studie begon na het voltooien van het gymnasium echter in de rechtswetenschappen aan de Vrije Universiteit van Amsterdam. Na zijn kandidaatsexamen wendde hij zich tot journalist van de toonkunst. Hij werd opgeleid in München door Ludwig Thuille, maar was grotendeels autodidact. In 1910 werd hij correspondent van de Nieuwe Rotterdamsche Courant, een functie die hij bekleedde tot 1936. Hij was daarin opvolger van Hermanus Leonardus Berckenhoff. In 1930 werd hij door de Nederlandse overheid uitgezonden naar de internationale tentoonstelling in Luik voor de sectie musicologie. Hij was voorzitter van de Nederlandse Koorvereniging en van 1912 tot 1941 bestuurslid (bibliothecaris) van de Vereniging van Nederlandse Muziekgeschiedenis. In 1916 was hij secretaris in een commissie die een onderzoek doet naar auteursrechten, dat uiteindelijk zou leiden tot de reorganisatie naar BUMA. 
Hij was bewonderaar van zowel Henri Viotta als van Willem Mengelberg, voor die laatste was hij tevens secretaris. Ook Samuel Sarphati bewonderde hij.
Zijn huis in de Schubertstraat heette 'In Den Vergulden Notenbal', omdat er boven een raam een notenbalk is aangebracht. Het verguldsel werd er tijdens de bezetting afgehaald, maar deze eeuw door het stadsdeel Zuid weer op aangebracht. Bottenheim was Joods, maar heeft zich katholiek laten dopen. 
Een aantal publicaties:
- Geschiedenis van het Amsterdamsche Concertgebouw (1913)
- Driedelige Geschiedenis van het Concertgebouw (1940, 1949 en 1950) volt uit zijn werk als archivaris aldaar
- Monografie over Henri Viotta (1918)
- monografie over Franz Liszt (1936)
- Nederlandse zangeressen (1941, pseudoniem Georges de Bossan)
- Dr. Samuel Sarphati en zijn betekenis voor Amsterdam (1945)
- De opera in Nederland (1946)
- Prisma encyclopedie der muziek (1957, samen met Wouter Paap)

- Bibliothèque nationale de France: cb14850917b (data)
- Biografisch Portaal: 72034273
- Gemeinsame Normdatei: 127221786
- International Standard Name Identifier: 0000 0001 0979 3295
- Library of Congress Control Number: n82239265
- Nationale Bibliotheek van Israël: 987007273827105171
- Nederlandse Thesaurus van Auteursnamen: 069551863
- Système universitaire de documentation: 170940950
- Virtual International Authority File: 61816488
- WorldCat: E39PBJmP4cgwgYFwHMHFF8xYyd